# Wielkanoc w Nowym Jorku

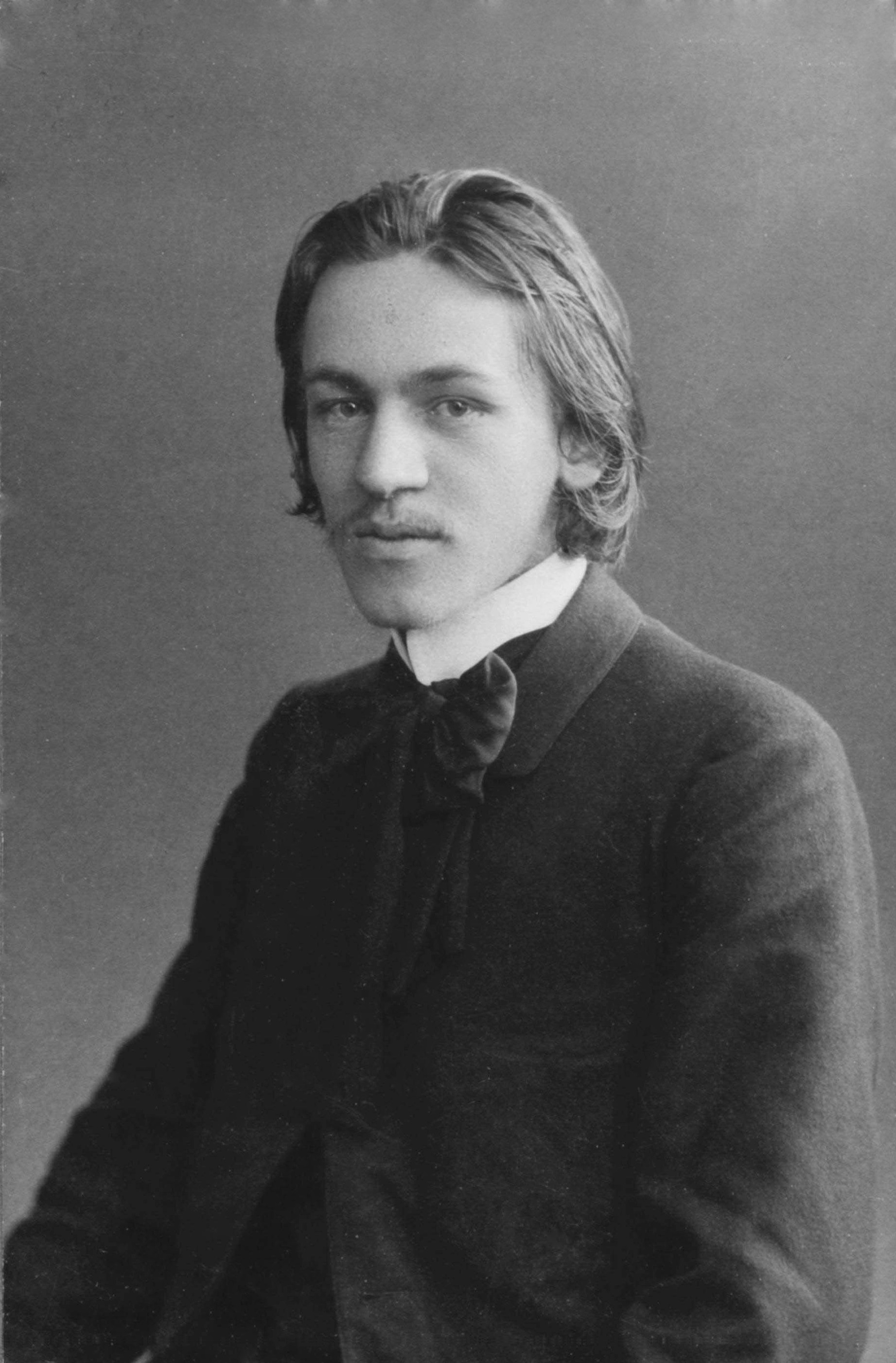
Blaise Cendrars w 1907

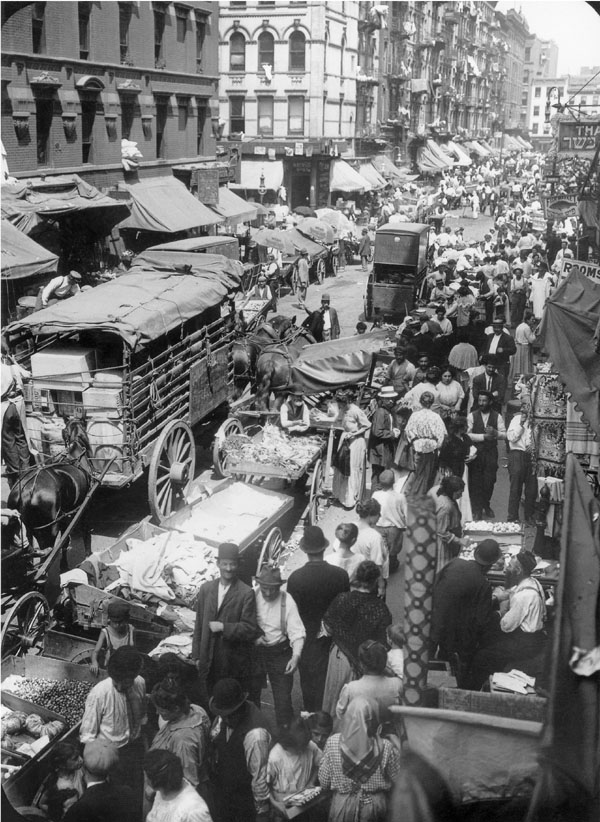
Nowojorska ulica na początku XX wieku

Wielkanoc w Nowym Jorku (fr. Les Pâques à New York) – poemat francuskiego poety i prozaika Blaise'a Cendrarsa, opublikowany w 1912.
Utwór jest napisany wierszem nieregularnym ujętym w rymowane dystychy. Forma taka wynikła z inspiracji średniowiecznymi sekwencjami.
Utwór powstał podczas pobytu autora w Nowym Jorku. Poeta napisał go po tułaczce po mieście i wysłuchaniu w prezbiteriańskim kościele oratiorium Händla w ciągu jednej nocy.

## Przekłady
Jako pierwsza fragmenty poematu przełożyła na język polski w 1925 Anna Ludwika Czerny. Całość spolszczył Adam Ważyk.